# 特魯羅教區
聖公會特魯羅教區（英語：Diocese of Truro）是英格蘭教會坎特伯雷教省下面的一個教區。成立於1876年12月15日。
轄區包括康沃爾郡，座堂是特魯羅座堂，現任主教為弟茂德·桑頓。下分一個副主教區、兩個會吏長區及十二個會吏區，管理225個堂區。